# Erich Schmitt (Handballspieler)
Erich Schmitt (* 6. August 1912; † 29. Oktober 1979) war ein Schweizer Handballspieler.

## Leben
Schmitt gehörte zum Aufgebot der Schweizer Handballnationalmannschaft bei den Olympischen Spielen 1936 in Berlin. Er gewann mit der Mannschaft die Bronzemedaille und absolvierte dabei alle fünf Spiele.